# Plethodontohyla
Plethodontohyla es un género de ranas de la familia Microhylidae endémico de Madagascar.

## Especies
Se reconocen las siguientes 11 especies:
- Plethodontohyla alluaudi (Mocquard, 1901).
- Plethodontohyla bipunctata (Guibé, 1974).
- Plethodontohyla brevipes Boulenger, 1882.
- Plethodontohyla fonetana Glaw, Köhler, Bora, Rabibisoa, Ramilijaona & Vences, 2007.
- Plethodontohyla guentheri Glaw & Vences, 2007.
- Plethodontohyla inguinalis Boulenger, 1882.
- Plethodontohyla laevis (Boettger, 1913).
- Plethodontohyla mihanika Vences, Raxworthy, Nussbaum & Glaw, 2003.
- Plethodontohyla notosticta (Günther, 1877).
- Plethodontohyla ocellata Noble & Parker, 1926.
- Plethodontohyla tuberata (Peters, 1883).